# National Thowheeth Jama'ath
National Thowheeth Jama'ath (NTJ) är en lankesisk jihadistgrupp, bildad 2016 av Mohamad Zahran Hashim och andra avhoppare från Sri Lanka Thowheed Jamath (SLTJ).
NTJ vandaliserade en rad buddhastatyer i Mawanella i centrala Sri Lanka, i december 2018.
Landets regering har pekat ut NTJ och en annan islamistisk grupp Jammiyathul Millathu Ibrahim (JMI), som ansvariga för bombningarna i Sri Lanka under påsken 2019. Sri Lankas president meddelade den 27 april att båda grupperna förbjöds att verka i landet.